# Adzera jezik
Adzera jezik (ISO 639-3: adz; stari naziv [azr je povučen]), austronezijski jezik šire skupine markham. 
Do 14. siječnja 2008 označavan je kodnim imenom [azr], nakon čega je podijeljen na 3 jezika adzera [adz], sukurum [zsu] i Sarasira ili Sirasira [zsa], koji su zajedno s yarus, amari, ngarowapum, tsumanggorun i guruf-ngariawang (ngariawan), smatrani njegovim dijalektima.
Jezik adzera govori se uz rijeku Leron u Papui Novoj Gvineji u provinciji Morobe. Uključujući sva tri spomenuta jezika populacija je iznosila 20 675 (1988 Holzknecht), uključujući 367 Ngariawan (1978 McElhanon), 497 Sarasira (1988 Holzknecht) i 990 Sukurum (1990).

## Vanjske poveznice
- Ethnologue (14th)
- Ethnologue (15th)
- Ethnologue (16th), Adzera